# 普林斯頓 (佛羅里達州)
普林斯頓（英語：Princeton）是位於美國佛羅里達州邁阿密-戴德縣的一個人口普查指定地區。

## 地理
普林斯頓的座標為25°32′08″N 80°32′51″W / 25.53556°N 80.54750°W，而該地最高點為海拔高度3米（即10英尺）。

## 人口
根據2010年美國人口普查的數據，普林斯頓的面積為19.00平方千米，當中陸地面積為19.00平方千米，而水域面積為0.00平方千米。當地共有人口22038人，而人口密度為每平方千米1,159人。